# Daniel Prodan
Daniel Claudiu Prodan (Satu Mare, 23 de març de 1972 - Voluntari, 16 de novembre de 2016) fou un futbolista romanès que jugava de defensa.

## Trajectòria
Va debutar a la lliga romanesa amb l'Steaua Bucarest, on va guanyar cinc campionats de lliga. Després va militar a l'Atlètic de Madrid i al Glasgow Rangers, on no va poder jugar per culpa d'una greu lesió.
Va ser 54 vegades internacional amb la selecció de futbol de Romania, tot marcant un gol, contra Eslovàquia. Va formar part del combinat del seu país que va acudir al Mundial de 1994 i a l'Eurocopa de 1996.

### Clubs
| Temporada | Club               | Lliga   | Partits | Gols |
| --------- | ------------------ | ------- | ------- | ---- |
| 1991/92   | Olimpia Satu Mare  | Romania | N/A     | N/A  |
| 1992/93   | Olimpia Satu Mare  | Romania | N/A     | N/A  |
|           | Steaua Bucureşti   | Romania | 20      | 1    |
| 1993/94   | Steaua Bucureşti   | Romania | 27      | 2    |
| 1994/95   | Steaua Bucureşti   | Romania | 31      | 2    |
| 1995/96   | Steaua Bucureşti   | Romania | 31      | 5    |
| 1996/97   | Steaua Bucureşti   | Romania | 12      | 0    |
|           | Atlètic de Madrid  | Espanya | 17      | 4    |
| 1997/98   | Atlètic de Madrid  | Espanya | 17      | 0    |
| 1998/99   | Rangers FC         | Escòcia | N/A     | N/A  |
| 1999/00   | Rangers FC         | Escòcia | N/A     | N/A  |
|           | Steaua Bucureşti   | Romania | 1       | 0    |
| 2000/01   | Rocar Bucureşti    | Romania | 15      | 3    |
| 2001/02   | Naţional Bucureşti | Romania | 5       | 0    |
|           | FC Messina Peloro  | Itàlia  | 5       | 1    |
| 2002/03   | Naţional Bucureşti | Romania | 7       | 0    |